# Dirka po Španiji 1999
Dirka po Španiji 1999 (špansko Vuelta a España 1999) je 54. izvedba dirke po Španiji, tritedenske moške cestne kolesarske etapne dirke. Začela se je 4. septembra v Murcii in končala 26. septembra v Madridu. Sodelovalo je 189 kolesarjev iz 21-ih ekip. Rumeno majico je prvič osvojil Jan Ullrich (Team Telekom), drugo mesto Igor González de Galdeano (Vitalicio Seguros), tretje pa Roberto Heras (Kelme–Costa Blanca). Srebrno majico je osvojil Frank Vandenbroucke (Cofidis), belo majico je osvojil José María Jiménez (Banesto), modro majico pa Robert Hunter (Lampre-Daikin).

## Ekipe
1. razred
- Banesto
- Cofidis
- Kelme–Costa Blanca
- Lampre-Daikin
- Lotto–Mobistar
- Festina–Lotus
- Mapei–Quick-Step
- ONCE-Deutsche Bank
- Rabobank
- Riso Scotti–Vinavil
- Saeco Macchine per Caffè–Cannondale
- Team Polti
- Team Telekom
- TVM–Farm Frites
- US Postal
- Vitalicio Seguros

2. razred
- Amica Chips-Costa de Almeria
- Euskaltel-Euskadi
- Fuenlabrada
- Liquigas
- Benfica–Winterthur

## Etape
| Etapa | Datum         | Štart/Cilj                                                       | Razdalja    | Tip         | Tip                  | Zmagovalec                      |         |
| ----- | ------------- | ---------------------------------------------------------------- | ----------- | ----------- | -------------------- | ------------------------------- | ------- |
| P     | 4. september  | Murcia – Murcia                                                  | 6,1 km      |             | posamični kronometer | Igor González de Galdeano (ESP) |         |
| 1     | 5. september  | Murcia – Benidorm                                                | 179 km      |             |                      | Robbie Hunter (RSA)             |         |
| 2     | 6. september  | Alicante – Albacete                                              | 206 km      |             |                      | Marcel Wüst (GER)               |         |
| 3     | 7. september  | La Roda – Fuenlabrada                                            | 229,5 km    |             |                      | Marcel Wüst (GER)               |         |
| 4     | 8. september  | Las Rozas – Salamanca                                            | 185,6 km    |             |                      | Marcel Wüst (GER)               |         |
| 5     | 9. september  | Béjar – Ciudad Rodrigo                                           | 160 km      |             |                      | Jan Ullrich (GER)               |         |
| 6     | 10. september | Salamanca – Salamanca                                            | 46,4 km     |             | posamični kronometer | Abraham Olano (ESP)             |         |
| 7     | 11. september | Salamanca – León                                                 | 217 km      |             |                      | Marcel Wüst (GER)               |         |
| 8     | 12. september | León – Alto de l'Angliru                                         | 175,6 km    |             |                      | José María Jiménez (ESP)        |         |
| 9     | 13. september | Gijón – Los Corrales de Buelna                                   | 185,8 km    |             |                      | Laurent Brochard (FRA)          |         |
|       | 14. september | dan počitka                                                      | dan počitka | dan počitka | dan počitka          | dan počitka                     |         |
| 10    | 15. september | Zaragoza – Zaragoza                                              | 183,2 km    |             |                      | Sergij Uščakov (UKR)            |         |
| 11    | 16. september | Huesca – Val d'Aran/Pla de Beret                                 | 201 km      |             |                      | Daniele Nardello (ITA)          |         |
| 12    | 17. september | Sort – Arcalis (Andora)                                          | 147,4 km    |             |                      | Igor González Galdeano (ESP)    |         |
| 13    | 18. september | Andorra la Vella (Andora) – Castellar del Riu (Rasos de Peguera) | 149 km      |             |                      | Alex Zülle (SUI)                |         |
| 14    | 19. september | Barcelona – Barcelona                                            | 94,4 km     |             |                      | Fabio Roscioli (ITA)            |         |
| 15    | 20. september | La Sénia – Valencia                                              | 193,4 km    |             |                      | Vjačeslav Jekimov (RUS)         |         |
| 16    | 21. september | Valencia – Teruel                                                | 200,4 km    |             |                      | Frank Vandenbroucke (BEL)       |         |
| 17    | 22. september | Bronchales – Guadalajara                                         | 225 km      |             |                      | Cristian Moreni (ITA)           |         |
| 18    | 23. september | Guadalajara – Puerto de Malagón                                  | 166,3 km    |             |                      | Roberto Laiseka (ESP)           |         |
| 19    | 24. september | San Lorenzo de El Escorial – Ávila                               | 184,6 km    |             |                      | Frank Vandenbroucke (BEL)       |         |
| 20    | 25. september | El Tiemblo – Ávila                                               | 46,5 km     |             | posamični kronometer | Jan Ullrich (GER)               |         |
| 21    | 26. september | Madrid – Madrid                                                  | 163 km      |             |                      | Jeroen Blijlevens (NED)         |         |
|       | Skupaj        | Skupaj                                                           | 3576 km     | 3576 km     | 3576 km              | 3576 km                         | 3576 km |

## Razvrstitev po klasifikacijah
| Etapa  | Zmagovalec                | Rumena majica ·           | Srebrna majica ·          | Bela majica ·      | Modra majica · | Ekipno             |
| ------ | ------------------------- | ------------------------- | ------------------------- | ------------------ | -------------- | ------------------ |
| P      | Igor González de Galdeano | Igor González de Galdeano | brez                      | brez               | brez           | brez               |
| 1      | Robert Hunter             | Jacky Durand              | Robert Hunter             | Sergij Uščakov     | Robert Hunter  | ONCE-Deutsche Bank |
| 2      | Marcel Wüst               | Jacky Durand              | Robert Hunter             | Pascal Hervé       | César García   | ONCE-Deutsche Bank |
| 3      | Marcel Wüst               | Marcel Wüst               | Marcel Wüst               | Pascal Hervé       | German Nieto   | ONCE-Deutsche Bank |
| 4      | Marcel Wüst               | Marcel Wüst               | Marcel Wüst               | Pascal Hervé       | German Nieto   | ONCE-Deutsche Bank |
| 5      | Jan Ullrich               | Abraham Olano             | Marcel Wüst               | Laurent Brochard   | German Nieto   | ONCE-Deutsche Bank |
| 6      | Abraham Olano             | Abraham Olano             | Marcel Wüst               | Laurent Brochard   | German Nieto   | ONCE-Deutsche Bank |
| 7      | Marcel Wüst               | Abraham Olano             | Marcel Wüst               | Laurent Brochard   | German Nieto   | ONCE-Deutsche Bank |
| 8      | José María Jiménez        | Abraham Olano             | Marcel Wüst               | José María Jiménez | German Nieto   | Vitalicio Seguros  |
| 9      | Laurent Brochard          | Abraham Olano             | Marcel Wüst               | Laurent Brochard   | Robert Hunter  | Vitalicio Seguros  |
| 10     | Sergij Uščakov            | Abraham Olano             | Marcel Wüst               | Laurent Brochard   | Robert Hunter  | Vitalicio Seguros  |
| 11     | Daniele Nardello          | Abraham Olano             | Marcel Wüst               | Laurent Brochard   | Robert Hunter  | Vitalicio Seguros  |
| 12     | Igor González de Galdeano | Jan Ullrich               | Marcel Wüst               | José María Jiménez | Robert Hunter  | Vitalicio Seguros  |
| 13     | Alex Zülle                | Jan Ullrich               | Marcel Wüst               | José María Jiménez | Robert Hunter  | Vitalicio Seguros  |
| 14     | Fabio Roscioli            | Jan Ullrich               | Marcel Wüst               | José María Jiménez | Robert Hunter  | Vitalicio Seguros  |
| 15     | Vjačeslav Jekimov         | Jan Ullrich               | Marcel Wüst               | José María Jiménez | Robert Hunter  | Vitalicio Seguros  |
| 16     | Frank Vandenbroucke       | Jan Ullrich               | Marcel Wüst               | José María Jiménez | Robert Hunter  | Vitalicio Seguros  |
| 17     | Cristian Moreni           | Jan Ullrich               | Robert Hunter             | José María Jiménez | Robert Hunter  | Vitalicio Seguros  |
| 18     | Roberto Laiseka           | Jan Ullrich               | Igor González de Galdeano | José María Jiménez | Robert Hunter  | Banesto            |
| 19     | Frank Vandenbroucke       | Jan Ullrich               | Igor González de Galdeano | José María Jiménez | Robert Hunter  | Banesto            |
| 20     | Jan Ullrich               | Jan Ullrich               | Igor González de Galdeano | José María Jiménez | Robert Hunter  | Banesto            |
| 21     | Jeroen Blijlevens         | Jan Ullrich               | Frank Vandenbroucke       | José María Jiménez | Robert Hunter  | Banesto            |
| Skupaj | Skupaj                    | Jan Ullrich               | Frank Vandenbroucke       | José María Jiménez | Robert Hunter  | Banesto            |

## Končna razvrstitev
| Legenda | Legenda                                    | Legenda | Legenda                          |
| ------- | ------------------------------------------ | ------- | -------------------------------- |
|         | Predstavlja vodilnega v skupnem seštevku   |         | Predstavlja vodilnega po točkah  |
|         | Predstavlja vodilnega v gorski razvrstitvi |         | Predstavlja vodilnega v šprintih |

### Rumena majica
| Poz. | Kolesar                        | Ekipa                               | Čas      |
| ---- | ------------------------------ | ----------------------------------- | -------- |
| 1    | Jan Ullrich                    | Team Telekom                        | 89:52:03 |
| 2    | Igor González de Galdeano      | Vitalicio Seguros                   | 4:15     |
| 3    | Roberto Heras                  | Kelme–Costa Blanca                  | 5:57     |
| 4    | Pavel Tonkov                   | Mapei–Quick-Step                    | 7:53     |
| 5    | José María Jiménez             | Banesto                             | 9:24     |
| 6    | José Luis Rubiera              | Kelme–Costa Blanca                  | 10:13    |
| 7    | Manuel Beltrán                 | Banesto                             | 11:20    |
| 8    | Leonardo Piepoli               | Banesto                             | 13:13    |
| 9    | Iván Parra                     | Vitalicio Seguros                   | 16:20    |
| 10   | Santiago Blanco                | Vitalicio Seguros                   | 18:15    |
| 11   | Mikel Zarrabeitia Uranga       | ONCE-Deutsche Bank                  | 22:06    |
| 12   | Frank Vandenbroucke            | Cofidis                             | 23:39    |
| 13   | José Uria Gonzalez             | Kelme–Costa Blanca                  | 27:28    |
| 14   | Iñigo Chaurreau                | Euskaltel-Euskadi                   | 29:42    |
| 15   | Aitor Osa                      | Banesto                             | 31:06    |
| 16   | Txema Del Olmo Zendegi         | Euskaltel-Euskadi                   | 31:49    |
| 17   | Félix García Casas             | Festina–Lotus                       | 36:34    |
| 18   | Roberto Laiseka                | Euskaltel-Euskadi                   | 40:14    |
| 19   | Chann McRae                    | Mapei–Quick-Step                    | 44:29    |
| 20   | Niki Aebersold                 | Rabobank                            | 59:04    |
| 21   | Michel Lafis                   | TVM–Farm Frites                     | 59:43    |
| 22   | Massimo Codol                  | Lampre-Daikin                       | 1:02:49  |
| 23   | Daniele Nardello               | Mapei–Quick-Step                    | 1:02:58  |
| 24   | Andrej Zinčenko                | Vitalicio Seguros                   | 1:04:08  |
| 25   | Gianni Faresin                 | Mapei–Quick-Step                    | 1:06:26  |
| 26   | Melcior Mauri                  | Benfica–Winterthur                  | 1:06:33  |
| 27   | Jon Odriozola                  | Banesto                             | 1:11:15  |
| 28   | Juan Carlos Vicario Barberá    | Fuenlabrada                         | 1:11:25  |
| 29   | Andrea Tafi                    | Mapei–Quick-Step                    | 1:14:08  |
| 30   | Markus Zberg                   | Rabobank                            | 1:14:14  |
| 31   | Kurt van de Wouwer             | Lotto–Mobistar                      | 1:14:20  |
| 32   | Paolo Bettini                  | Mapei–Quick-Step                    | 1:15:09  |
| 33   | Grischa Niermann               | Rabobank                            | 1:15:10  |
| 34   | Marcos A. Serrano Rodríguez    | ONCE-Deutsche Bank                  | 1:20:53  |
| 35   | Jörg Jaksche                   | Team Telekom                        | 1:23:29  |
| 36   | Nicola Miceli                  | Liquigas                            | 1:25:36  |
| 37   | Alex Zülle                     | Banesto                             | 1:30:18  |
| 38   | Rolf Aldag                     | Team Telekom                        | 1:31:03  |
| 39   | David García Marquina          | Vitalicio Seguros                   | 1:31:32  |
| 40   | Oscar Lopez Uriarte            | Benfica–Winterthur                  | 1:33:16  |
| 41   | Andrea Noè                     | Mapei–Quick-Step                    | 1:34:26  |
| 42   | Joona Laukka                   | Benfica–Winterthur                  | 1:37:38  |
| 43   | Laurent Brochard               | Lotus–Festina                       | 1:38:39  |
| 44   | Pedro Díaz Lobato              | Fuenlabrada                         | 1:44:53  |
| 45   | Íñigo Cuesta                   | ONCE-Deutsche Bank                  | 1:46:24  |
| 46   | Aleksander Šefer               | Riso Scotti–Vinavil                 | 1:46:41  |
| 47   | Toni Tauler                    | Kelme–Costa Blanca                  | 1:47:32  |
| 48   | Oscar Camenzind                | Lampre-Daikin                       | 1:48:39  |
| 49   | Massimiliano Lelli             | Cofidis                             | 1:50:55  |
| 50   | Andrej Teterjuk                | Liquigas                            | 1:51:40  |
| 51   | Stefano Cattai                 | Team Polti                          | 1:57:24  |
| 52   | Ramón González Arrieta         | Euskaltel-Euskadi                   | 1:58:12  |
| 53   | José Vincente Garcia           | Banesto                             | 2:00:15  |
| 54   | Cristian Moreni                | Liquigas                            | 2:01:29  |
| 55   | Vjačeslav Jekimov              | Amica Chips-Costa de Almeria        | 2:02:26  |
| 56   | Álvaro González de Galdeano    | Vitalicio Seguros                   | 2:06:02  |
| 57   | Rafael Diaz Justo              | ONCE-Deutsche Bank                  | 2:08:22  |
| 58   | Mariano Piccoli                | Lampre-Daikin                       | 2:08:57  |
| 59   | Ángel Castresana               | Euskaltel-Euskadi                   | 2:12:15  |
| 60   | Eddy Mazzoleni                 | Saeco Macchine per Caffè–Cannondale | 2:14:27  |
| 61   | Miguel Ángel Martín Perdiguero | ONCE-Deutsche Bank                  | 2:24:52  |
| 62   | Andreas Klöden                 | Team Telekom                        | 2:29:06  |
| 63   | Jan Boven                      | Rabobank                            | 2:31:31  |
| 64   | Sergej Smetanin                | Vitalicio Seguros                   | 2:36:30  |
| 65   | José Ramón Uriarte             | Festina–Lotus                       | 2:36:46  |
| 66   | César Solaun                   | Banesto                             | 2:37:14  |
| 67   | Luis Pérez                     | ONCE-Deutsche Bank                  | 2:37:22  |
| 68   | Salvatore Commesso             | Saeco Macchine per Caffè–Cannondale | 2:38:36  |
| 69   | Bram de Groot                  | Rabobank                            | 2:39:10  |
| 70   | Quintino Fernandez Rodrigues   | Benfica–Winterthur                  | 2:41:39  |
| 71   | Alberto Lopez de Munain        | Euskaltel-Euskadi                   | 2:49:12  |
| 72   | Robert Hunter                  | Lampre-Daikin                       | 2:50:05  |
| 73   | Oscar Pozzi                    | Riso Scotti–Vinavil                 | 2:51:02  |
| 74   | Andreas Klier                  | TVM–Farm Frites                     | 2:52:38  |
| 75   | Iker Flores Galarza            | Euskaltel-Euskadi                   | 2:53:23  |
| 76   | Paul Van Hyfte                 | Lotto–Mobistar                      | 2:53:55  |
| 77   | Jaime Hernández                | Festina–Lotus                       | 2:55:50  |
| 78   | Fabio Roscioli                 | Amica Chips-Costa de Almeria        | 2:56:21  |
| 79   | Eleuterio Anguita              | Fuenlabrada                         | 2:57:00  |
| 80   | Pascal Hervé                   | Festina–Lotus                       | 2:59:45  |
| 81   | Francisco Cabello Luque        | Kelme–Costa Blanca                  | 3:02:06  |
| 82   | Aart Vierhouten                | Rabobank                            | 3:02:30  |
| 83   | Geert Van Bondt                | TVM–Farm Frites                     | 3:03:33  |
| 84   | Stefano Verziagi               | Fuenlabrada                         | 3:04:48  |
| 85   | Giovanni Lombardi              | Team Telekom                        | 3:05:26  |
| 86   | Rossano Brasi                  | Team Polti                          | 3:08:49  |
| 87   | Ralf Grabsch                   | Team Telekom                        | 3:09:35  |
| 88   | Frankie Andreu                 | US Postal                           | 3:12:04  |
| 89   | Arnoldas Saprykinas            | Riso Scotti–Vinavil                 | 3:12:14  |
| 90   | Danilo Hondo                   | Team Telekom                        | 3:12:33  |
| 91   | Glenn Magnusson                | US Postal                           | 3:13:59  |
| 92   | Matías Cagigas Amedo           | Fuenlabrada                         | 3:16:28  |
| 93   | Giuseppe Palumbo               | Riso Scotti–Vinavil                 | 3:18:21  |
| 94   | Servais Knaven                 | TVM–Farm Frites                     | 3:20:34  |
| 95   | Ángel Edo                      | Kelme–Costa Blanca                  | 3:21:16  |
| 96   | Andrés Bermejo Siller          | Fuenlabrada                         | 3:21:18  |
| 97   | Frank Høj                      | US Postal                           | 3:22:28  |
| 98   | Unai Etxebarria                | Euskaltel-Euskadi                   | 3:22:29  |
| 99   | Remco van der Ven              | TVM–Farm Frites                     | 3:23:26  |
| 100  | Mario Traversoni               | Saeco Macchine per Caffè–Cannondale | 3:23:42  |
| 101  | José Antonio Garrido           | Benfica–Winterthur                  | 3:24:31  |
| 102  | Dirk Baldinger                 | Team Telekom                        | 3:24:33  |
| 103  | Giancarlo Raimondi             | Liquigas                            | 3:26:34  |
| 104  | Nieto Fernandez                | Fuenlabrada                         | 3:29:31  |
| 105  | Carlos Ramón Golbano García    | Amica Chips-Costa de Almeria        | 3:32:38  |
| 106  | Koen Beeckman                  | Lotto–Mobistar                      | 3:38:27  |
| 107  | Cristian Salvato               | Team Polti                          | 3:40:00  |
| 108  | Stefano Casagranda             | Amica Chips-Costa de Almeria        | 3:43:54  |
| 109  | Alessandro Pozzi               | Amica Chips-Costa de Almeria        | 3:44:40  |
| 110  | César Pérez Padrón             | Fuenlabrada                         | 3:45:32  |
| 111  | Marco Gili                     | Amica Chips-Costa de Almeria        | 3:49:00  |
| 112  | Julian Dean                    | US Postal                           | 3:53:13  |
| 113  | Daniel Bayes                   | Benfica–Winterthur                  | 3:56:28  |
| 114  | Jeroen Blijlevens              | TVM–Farm Frites                     | 4:06:40  |
| 115  | Igor Pugaci                    | Saeco Macchine per Caffè–Cannondale | 4:14:44  |